# One Madison Park
Il One Madison Park è un grattacielo residenziale di lusso situato tra Broadway e Park Avenue South. È stato costruito tra il 2006 e il 2011 e raggiunge un'altezza di 188 m, con 50 piani e 91 appartamenti.